# Xilent

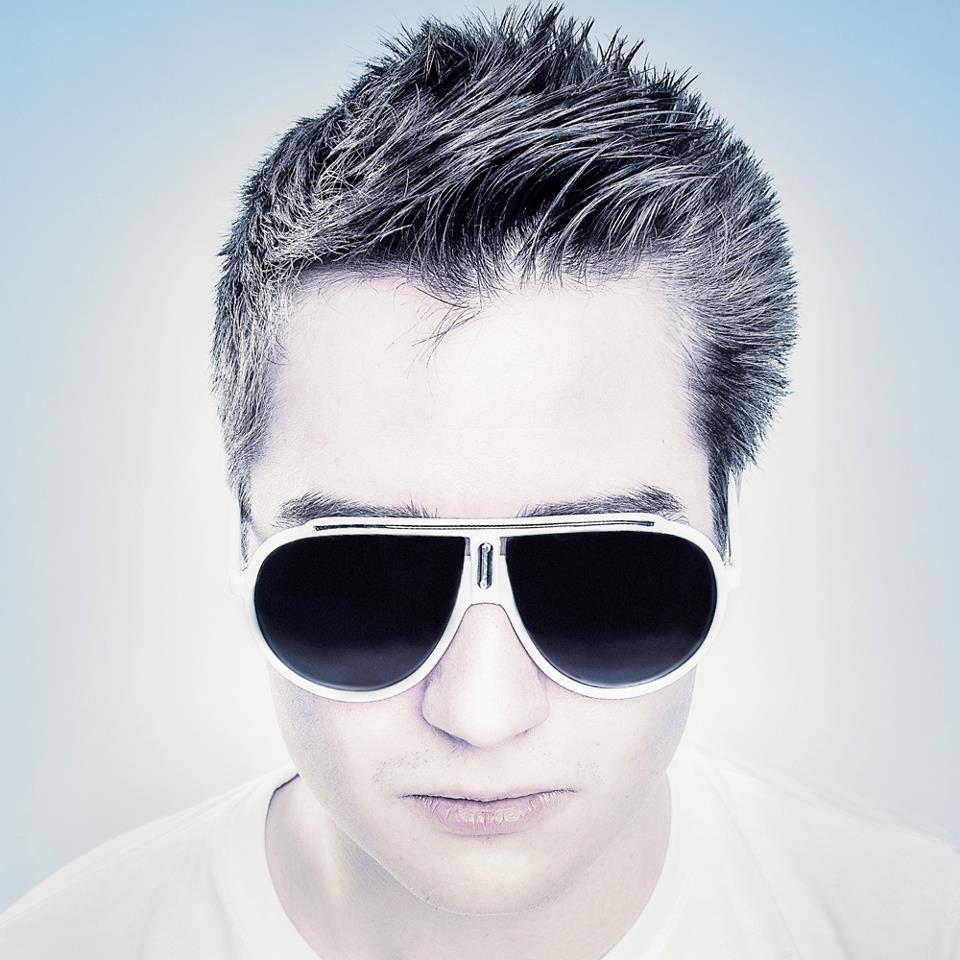
Xilent (2009)

Xilent (* 29. Juli 1989 in Polen; bürgerlicher Name Eryk Kowalczyk) ist ein polnischer Dubstep-, Electro-House- und Drum-&-Bass-Produzent, der zurzeit in England lebt. Er erlangte durch seinen Song „Choose Me II“, welcher am 16. Mai 2011 auf Beatport veröffentlicht wurde, internationale Berühmtheit. Der Song erreichte die Nummer 1 der Beatport-Dubstep-Charts und blieb für 3 Monate unter den Top 5. Der Track wurde als Zane Lowes „Next Hype“ Track ausgewählt. Xilent wurde als „Best Newcomer Producer“ bei den Drum&Bass Arena Awards 2011 nominiert. Im Moment steht Xilent beim Label AudioPorn Records unter Vertrag.

## Biografie
Seine Kindheit verbrachte Kowalczyk in Warschau in Polen. Er hatte viel mit der Musik der 1980er-Jahre zu tun, vor allem Funk und Soul, was damit zusammenhängt, dass seine Eltern beide professionelle Musiker waren. Während seine Mutter Dirigentin, Geigerin und Pianistin war, war sein Vater Schlagzeuger und Sänger in verschiedenen Bands. Im Alter von acht Jahren fing Xilent an, erste Tracks zu produzieren, nachdem er eine Einführung in das Propellerhead Rebirth RB-338 Synthesizer Set bekommen hatte. Zu diesem Zeitpunkt waren seine Songs eher eine Mischung aus House und Acid Techno und somit keinem direkten Genre zuzuordnen, bekamen dann aber eher Tendenzen zum Breakbeat, bis er schließlich zu Drum & Bass fand. In dieser Zeit spielte er ebenfalls Schlagzeug in einigen Hardcore-Punk-Bands wie Fast Forward. Als er im Jahr 1999 die Kompilation „Future Grooves - Essential Drum & Bass“ erhielt, hörte er zum ersten Mal Musik mit mehr als 150 BPM und fand sofort Gefallen an dieser Musik.
Viele seiner digitalen Releases vor seinem Durchbruch kamen in die TrackItDown Drum & Bass Charts. Sein Lied Terminal wurde von TrackItDown als „Drum & Bass Anthem“ („Drum-&-Bass-Hymne“) bezeichnet.
Die nächsten 3 Jahre seines Lebens verbrachte Xilent in Edinburgh, Schottland, wo er Software-Entwicklung studierte. Dort unterschrieb er Verträge bei mehreren international bekannten Labels wie Beta Recordings, Ammunition Recordings, Mindtech Recordings und anderen, während er in Europa Auftritte als DJ gab und Musiker wie Spor unterstützte. Im Dezember 2009 hatte Eryk erstmals einen Auftritt in seinem Heimatland Polen.
Im Jahr 2011 wurde Xilent vom unabhängigen Label AudioPorn Records unter Vertrag genommen, welches Shimon, einem der Mitgründer von Ram Records, gehört. In diesem Jahr veröffentlichte er seine EPs Choose Me und Skyward. Des Weiteren folgten noch im selben Jahr die Singles Evolutions Per Minute // Tenkai und Clear Your Mind. Im Mai 2012 erschien seine EP Ultrafunk. Im Herbst desselben Jahres folgte Touch Sound.
Am 17. Mai 2015 erschien Xilents Debütalbum We Are Virtual über AudioPorn Records. Nach mehrjähriger Schaffenspause veröffentlichte er am 20. Mai 2019 das Nachfolgealbum We Are Dust über das kanadische Independent-Label Monstercat.

## Diskografie

### Alben
| Album          | Jahr | Label             | Titel |
| -------------- | ---- | ----------------- | ----- |
| We Are Virtual | 2015 | Audioporn Records | 15    |
| We Are Dust    | 2019 | Monstercat        | 11    |

### EPs / Singles
| Single/EP                       | Jahr | Label                   |
| ------------------------------- | ---- | ----------------------- |
| Quality Killer – 'Terminal'     | 2009 | Ammunition Recordings   |
| Out of Body EP                  | 2009 | Ammunition Recordings   |
| Killing Spree // Dislocation    | 2010 | Beta Recordings         |
| Unity feat. Imprintz & Kloe     | 2010 | Ammunition Recordings   |
| Lift and Fall EP                | 2010 | Ammunition Recordings   |
| Memetics                        | 2010 | Mindtech Recordings     |
| Pure EP                         | 2010 | Beta Recordings         |
| Blossom // Crystalia            | 2010 | Toungue Flap Recordings |
| Choose Me EP                    | 2011 | AudioPorn Records       |
| Evolutions Per Minute // Tenkai | 2011 | Mainframe Recordings    |
| Skyward EP                      | 2011 | AudioPorn Records       |
| Clear Your Mind                 | 2012 | AudioPorn Records       |
| Ultrafunk EP                    | 2012 | AudioPorn Records       |
| Touch Sound EP                  | 2012 | AudioPorn Records       |
| Boss Wave                       | 2013 | AudioPorn Records       |
| Boss Wave: Reloaded             | 2013 | AudioPorn Records       |
| Infinity                        | 2013 | AudioPorn Records       |
| Your System                     | 2016 | Never Say Die Records   |

| Song                            | EP                  |
| ------------------------------- | ------------------- |
| Breakage                        | Out Of Body         |
| Obe                             | Out Of Body         |
| Vertical Horizon                | Out Of Body         |
| Uplift                          | Lift & Fall         |
| Fallen                          | Lift & Fall         |
| Step One                        | Pure                |
| Irreversible                    | Pure                |
| Twice                           | Pure                |
| Multishapes                     | Choose Me           |
| Spectre                         | Choose Me           |
| Choose Me I                     | Choose Me           |
| Choose Me II                    | Choose Me           |
| Gravity (ft. Tali)              | Skyward             |
| For Once (ft. Skyflake)         | Skyward             |
| Skyward I                       | Skyward             |
| Skyward II                      | Skyward             |
| Twisted                         | Ultrafunk           |
| Ultra                           | Ultrafunk           |
| Beyond                          | Ultrafunk           |
| Do It                           | Ultrafunk           |
| Touch Sound                     | Touch Sound         |
| Let Us Be                       | Touch Sound         |
| Universe (ft. Shaz Sparks)      | Touch Sound         |
| Mass Creation (ft. Youthstar)   | Touch Sound         |
| Boss Wave                       | Boss Wave           |
| Pixel Journey                   | Boss Wave: Reloaded |
| Boss Wave (Dodge & Fuski Remix) | Boss Wave: Reloaded |
| Boss Wave (Teddy Killerz Remix) | Boss Wave: Reloaded |
| Boss Wave (James Marvel Remix)  | Boss Wave: Reloaded |
| Boss Wave (Tha New Team Remix)  | Boss Wave: Reloaded |
| Infinity                        | Infinity            |
| You Rise                        | We Are Dust         |
| The Darkness                    | We Are Dust         |

### Remixe
| Song               | Künstler                           | Jahr |
| ------------------ | ---------------------------------- | ---- |
| Unite Us           | PNAU                               | 2011 |
| All My Love        | Fuzzy Logik feat. Jada Pearl       | 2011 |
| End Of the World   | Alex Metric feat. Charli XCX       | 2011 |
| In Pieces          | J Majik & Wickaman feat. Dee Freer | 2011 |
| Follow U           | Yogi feat. Ayah Marar              | 2011 |
| Tzolkin            | Imprintz & Kloe                    | 2011 |
| Out the Blue       | Sub Focus feat. Alice Gold         | 2012 |
| Wide Awake         | Katy Perry                         | 2012 |
| Ode to the Bouncer | Studio Killers                     | 2012 |
| Love & Oxygen      | Str8jackets & Sam Obernik          | 2012 |
| Bad Signal         | Hadouken!                          | 2012 |
| Sleepless          | Excision                           | 2012 |
| Give Me Love       | Ed Sheeran                         | 2012 |
| Raver              | Ayah Marar                         | 2012 |
| Figure 8           | Ellie Goulding                     | 2012 |
| Alien              | Dodge & Fuski & Virtual Riot       | 2015 |

## Awards
| Jahr | Organisation               | Award                             | Resultat  |
| ---- | -------------------------- | --------------------------------- | --------- |
| 2011 | Drum and Bass Arena Awards | Best Newcomer Producer            | nominiert |
| 2012 | Beatport Music Awards      | Bester Dubstep Track im Jahr 2011 | nominiert |